# Tarzan River
Tarzan River är ett vattendrag i Guam (USA).   Det rinner upp i kommunen Santa Rita, men ligger till större delen i kommunen Yona, i den södra delen av Guam, 9 km söder om huvudstaden Hagåtña. I floden finns Tarzan Falls. Tarzan River är ett biflöde till Ylig River.